# Amba Bongo
Amba Bongo (n. 21 aprilie 1962) este un avocat și scriitor congolez.